# Willy Völker
Willy Völker (* 20. Dezember 1889 in Kahla; † 30. Oktober 1973 in Jena) war ein deutscher Fußballspieler.

## Karriere

### Vereine
Völker wurde als Sohn eines Hofuhrmachermeisters in Kahla geboren, besuchte die Realschule in Gera und später das Gymnasium in Leipzig. Er war in seiner Jugend ein überaus talentierter Turner und begann erst mit 16 Jahren beim Geraer Ballspiel-Club mit dem Fußballspielen. Um drohenden Sanktionen wegen des Fußballspielens zu entgehen, schloss er sich von 1908 bis 1910 dem FC Apelles Plauen an. Mit dem Antritt seines Philosophie-Studiums in Leipzig setzte er ab 1910 seine Karriere bei einer der seinerzeitigen Spitzenmannschaften im deutschen Fußball, dem VfB Leipzig, fort. Der technisch elegante Spieler war sogleich eine Verstärkung für die Blau-Weißen. Er hatte zuerst als Halbstürmer gespielt, ehe er nach einem Fußbruch zum Verteidiger umgeschult wurde.
In den vom Verband Mitteldeutscher Ballspiel-Vereine ausgetragenen Meisterschaften bestritt er im Gau Nordwestsachsen, ab der Saison 1919/20 im Kreis Nordwestsachsen Punktspiele.
Während seiner Vereinszugehörigkeit gewann er mit der Mannschaft acht regionale Meisterschaften, darunter dreimal die Mitteldeutsche. Entsprechend nahm er auch an den jeweiligen Endrunden um die Deutscher Meisterschaft teil. In der Saison 1910/11 erreichte er erstmals – mit vorangegangenen Siegen über den FC Askania Forst (3:2) und dem Karlsruher FV (2:0) – mit Fritz Tscherter, Fritz Förderer, Gottfried Fuchs, Julius Hirsch – das Finale, das jedoch am 4. Juni 1911 in Dresden mit 1:3 gegen den BTuFC Viktoria 89 – mit Spielern wie Curt Hesse und Camillo Ugi – verloren wurde. Das am 11. Mai 1913 erreichte Finale wurde in München mit 3:1 gegen den Duisburger SpV gewonnen, das am 31. Mai 1914 abermals in Magdeburg erreichte, dagegen mit 2:3 n. V. gegen die SpVgg Fürth verloren. Mit dem verletzungsbedingten Ausscheiden von Paul Michel in der 42. Minute, schlug sich die Mannschaft von Völker wacker und konnte den Führungstreffer des Fürthers Karl Franz in der 17. Minute durch das Tor von Eduard Pendorf in der 87. Minute ausgleichen. Die anschließende Verlängerung fand erst mit dem Treffer von Franz zum 3:2 in der 154. Minute ein Ende und einen Sieger.

### Auswahl-/Nationalmannschaft
Als Spieler der Auswahlmannschaft des Verbandes Mitteldeutscher Ballspiel-Vereine nahm er 1913/14 am Wettbewerb der Regionalverbände um den Kronprinzenpokal teil und erreichte das Endspiel, nachdem zuvor die Auswahlmannschaften des Südostdeutschen Fußball-Verbandes mit 2:1 n. V. und des Süddeutschen Fußball-Verbandes ebenfalls mit 2:1 am 9. November 1913 im Nürnberger Halbfinale – trotz der Besetzung mit Karl Wegele, Fritz Förderer, Gottfried Fuchs, Julius Hirsch und Paul Forell – bezwungen werden konnten. Das Endspiel am 22. Februar 1914 in Berlin wurde mit 1:2 gegen die Auswahlmannschaft des Norddeutschen Fußball-Verbandes verloren. Mit Ernst Rokosch bildete er dabei vor VfB-Torhüter Johannes Schneider das Verteidigerpaar.
Sein einziges Länderspiel für die A-Nationalmannschaft bestritt er am 5. April 1914 in Amsterdam, das gegen die Nationalmannschaft der Niederlande 4:4 unentschieden endete; es war das letzte vom DFB ausgetragene Länderspiel für die nächsten sechs Jahre – bedingt durch den vier Jahre währenden Ersten Weltkrieg.

## Erfolge
- Deutscher Meister 1913
- Mitteldeutscher Meister 1911, 1913, 1918, 1920
- Kreismeister Nordwestsachsen 1920, 1923
- Gaumeister Nordwestsachsen 1911, 1913, 1918

## Sonstiges
Völker promovierte zum Dr. phil. und lebte von 1919 an in Jena, wo er als Lehrer arbeitete, obgleich er bis 1924 für den Leipziger Verein spielte. Zum 1. Mai 1933 trat er der NSDAP bei (Mitgliedsnummer 2.765.658). Von 1931 bis 1942 war er Vorsitzender des Vereins für Bewegungsspiele Jena (VfB, heute USV Jena). 1942 übernahm er einen Lehrauftrag für Mathematik an der Friedrich-Schiller-Universität Jena, den er 1945 verlor, als er im Zuge der Entnazifizierung aus dem Schuldienst entlassen wurde. In den 1950er Jahren war er Mathematik-Dozent an einer Ingenieurschule.